# 阿姆贝乔盖
阿姆贝乔盖（Ambejogai），是印度马哈拉施特拉邦Bid县的一个城镇。总人口69277（2001年）。

## 人口
该地2001年总人口69277人，其中男性36335人，女性32942人；0—6岁人口9237人，其中男4853人，女4384人；识字率70.60%，其中男性为77.75%，女性为62.72%。